# Frankenmoor
Das Frankenmoor ist ein Naturschutzgebiet in den Gemeinden Bargstedt und Fredenbeck im Landkreis Stade.

## Allgemeines
Beim Frankenmoor handelt es sich um die Restfläche eines etwa 5000 Jahre alten Hochmoores, seine heutige Fläche beträgt etwa 102 Hektar. Das ehemals baumfreie Hochmoor wurde durch Entwässerung und bäuerlichen Handtorfstich stark verändert, wodurch der überwiegende Teil des Gebietes heute aus Birken-Kiefern-Moorwäldern besteht, die auf abgetrockneten Resten des Torfkörpers stehen. In den ehemaligen Torfstichbereichen befinden sich zum Teil Torfmoos-Birken-Bruchwälder. Die Birken-Kiefern-Moorwälder werden von Grünland- und Nadelholzforstflächen unterbrochen. Trotzdem sind zahlreiche gefährdete Vogel-, Amphibien-, Libellen- und Tagfalterarten im Gebiet des Frankenmoores festgestellt worden.
Das Naturschutzgebiet trägt das amtliche Kennzeichen NSG LÜ 215.